# Melibea (ciudad)

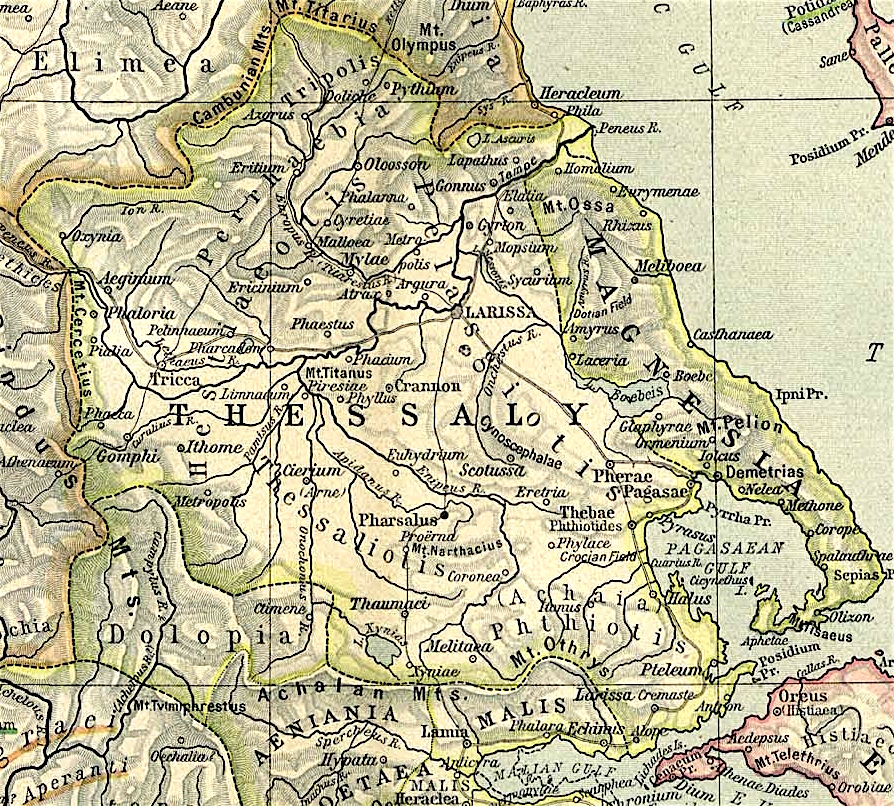
Μελίβοια

Melibea (en griego, Μελίβοια) fue una ciudad griega de Tesalia mencionada por Homero en el catálogo de naves de la Ilíada.
Según Estrabón, estaba situada en la costa y añade que estaba entre el monte Osa y el monte Pelión. Tito Livio la sitúa al pie del monte Osa, en la cara que mira hacia Tesalia.
Heródoto la menciona como el lugar donde fueron a estrellarse varias naves persas durante un temporal, previamente a la batalla de las Termópilas, mientras otros barcos persas se estrellaron en el cabo Sepíade y otros frente a la población de Castanea.
Durante la Guerra Romano-Siria, fue una de las ciudades tesalias que en el año 191 a. C., estando en poder de los atamanes, fue tomada por un ejército conjunto del romano Marco Bebio Tánfilo y Filipo V de Macedonia. Fue conquistada por los romanos en 168 a. C. y saqueada.
Se desconoce su localización exacta, pero se ha sugerido que se localizaba en el Kastro de Kato Polydendri o en otro lugar más al norte, cerca de la moderna Agiá, en el lugar llamado Kastro Velika, situado en la localidad de Velika. Cerca de este último lugar hay otra localidad que conserva el antiguo nombre: Melivia.
Una isla de la boca del Orontes, en Siria, llevaba el mismo nombre.